# Остерська волость (XI—XIII століття)

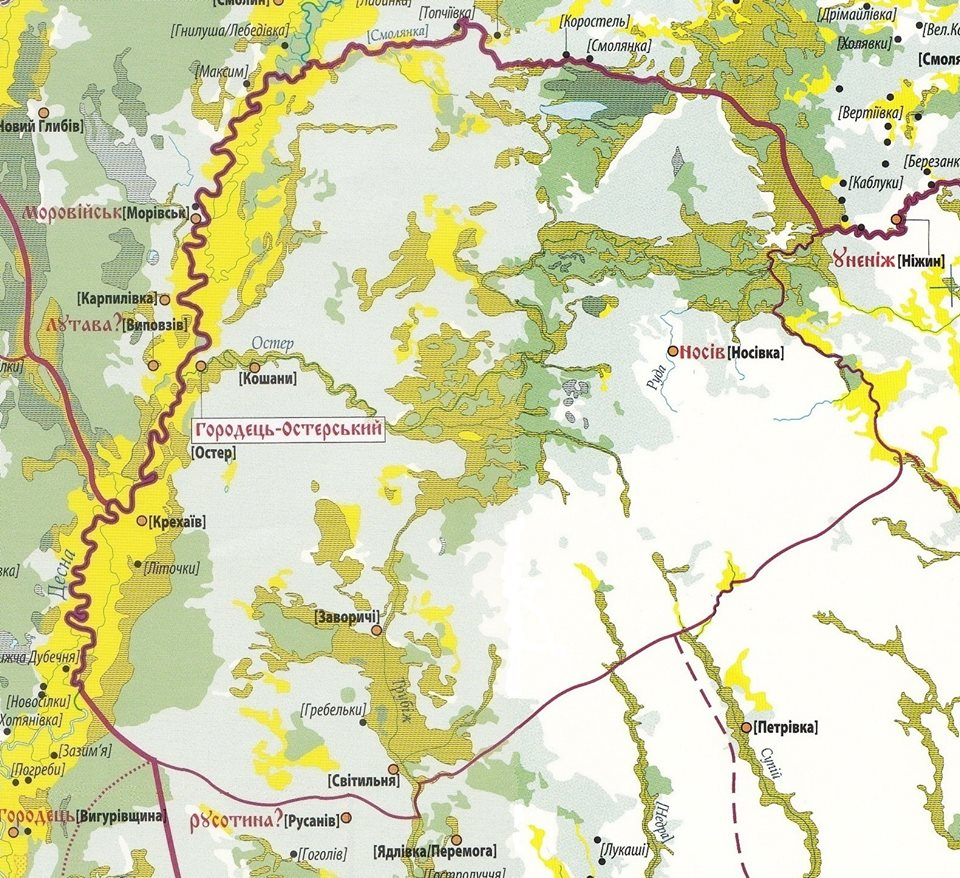

Остерська волость — адміністративно-територіальна одиниця, підпорядкована князю Переяславського князівства (кінець Х — перша половина XIII ст). Була сільським напівавтономним володінням, яке підпорядковувалося волосній управі.

## Історія
Виникла Остерська волость наприкінці 90-х років XI ст.
До 30-х років XII ст. Остром володіли Мономаховичі, які княжили в Переяславі. Але з 1136 р. Остерська волость була виділена із складу переяславських володінь і віддана суздальському князю Юрію Довгорукому, який втратив тоді ж Переяслав.
Наприкінці 60-х років XII ст. Остерську волость тримав Михаїл Юрієвич.

## Географічні межі волості
Із заходу межею слугувала р. Десна, з півночі р. Смолянка. З півдня прикордонним городищем на р. Трубіж була Світильня. З південного сходу межа прямувала по верхів'ях річок Недра та Супій до межиріччя річок Оржиці та Рудої.

## Городища Остерської волості
- Остерський Городец — сучасний м. Остер.
- Носов — сучасне с. Носівка.
- Кошани — сучасне с. Кошани.
- Крехаев — сучасне с. Крехаїв.
- Заворичі — сучасне с. Заворичі.
- Світильня — сучасне с. Світильня.

А також значна кількість відкритих поселень. Хоча недостатній ступінь вивчення та обстеження території Остерської волості заважає в достатній мірі зрозуміти систему заселення в той час.
Населені пункти Остерської волості були знищені в І половині XIII ст. монголо-татарським військом.